# Горностай (фільм, 2015)
«Горностай» (фр. L'hermine) — французька кінодрама 2015 року, поставлена режисером Крістіаном Венсаном. Фільм брав участь в основній конкурсній програмі 72-го Венеційського кінофестивалю 2015 року, де Фабріс Лукіні здобув Кубок Вольпі за найкращу чоловічу роль. Фільм отримав 2 номінації на здобуття кінопремії «Сезар» 2016 року .

## Сюжет
Ксав'є Расін (Фабріс Лукіні) — доволі суворий, як до себе, так і до інших, голова Кримінального суду присяжних. Зазвичай він призначає великі терміни ув'язнення, майже завжди понад 10 років, за що йому дали прізвисько «Двозначний суддя». Одного дня Расін у складі журі присяжних, яке судить чоловіка, що звинувачується у вбивстві, побачив Дітту Лоренсен-Котере. Расін шість років був таємно закоханий в неї і вона — єдина жінка, яку він коли-небудь кохав. Ця зустріч все істотно змінює в житті Расіна…

## У ролях
| Фабріс Лукіні        | ···· | Ксав'є Расін         |
| Сідсе Бабетт Кнудсен | ···· | Дітта Лоренсен-Котер |
| Міхаель Абітебуль    | ···· | Журдюї               |
| Марі Рив'єр          | ···· | Марі-Лор             |
| Місс Мін             | ···· | Джессіка Бертон      |
| Віктор Понтекорво    | ···· | Мартіаль Беклен      |

## Визнання
| Нагороди та номінації фільму «Горностай» | Нагороди та номінації фільму «Горностай» | Нагороди та номінації фільму «Горностай» | Нагороди та номінації фільму «Горностай» | Нагороди та номінації фільму «Горностай» | Нагороди та номінації фільму «Горностай» |
| Рік                                      | Кінофестиваль/кінопремія                 | Категорія/нагорода                       | Номінант                                 | Результат                                |                                          |
| ---------------------------------------- | ---------------------------------------- | ---------------------------------------- | ---------------------------------------- | ---------------------------------------- | ---------------------------------------- |
| 2015                                     | 72-й Венеційський кінофестиваль          | Золотий лев                              | Горностай                                | Номінація                                |                                          |
| 2015                                     | 72-й Венеційський кінофестиваль          | Кубок Вольпі за найкращу чоловічу роль   | Фабріс Лукіні                            | Перемога                                 |                                          |
| 2015                                     | 72-й Венеційський кінофестиваль          | Найкращий сценарій                       | Крістіан Венсан                          | Перемога                                 |                                          |
| 2016                                     | Премія «Люм'єр»                          | Найкращий режисер                        | Горностай                                | Номінація                                |                                          |
| 2016                                     | Премія «Люм'єр»                          | Найкращий актор                          | Фабріс Лукіні                            | Номінація                                |                                          |
| 2016                                     | Премія «Сезар»                           | Найкращий актор                          | Фабріс Лукіні                            | Номінація                                |                                          |
| 2016                                     | Премія «Сезар»                           | Найкраща акторка другого плану           | Сідсе Бабетт Кнудсен                     | Перемога                                 |                                          |